# 黄熙龄
黄熙龄（1927年4月24日—2021年6月16日），男，湖北钟祥人，中国岩土工程专家。中国建筑科学研究院研究员、顾问，总工程师。

## 生平
1949年毕业于中央大学土木系，1959年毕业于莫斯科建筑工程学院获副博士学位。1995年当选为中国工程院院士。